# Linda Mertens
Pour les articles homonymes, voir Mertens.
Linda Mertens, née à Wilrijk, le 20 juillet 1978, est une chanteuse belge.

## Biographie
Linda Mertens est d'origine tunisienne par son père. 
Elle est la chanteuse principale du groupe de dance flamand Milk Inc.